# (480805) 2687 P-L
(480805) 2687 P-L es un asteroide perteneciente al cinturón de asteroides, descubierto el 24 de septiembre de 1960 por Cornelis Johannes van Houten en conjunto a su esposa también astrónoma Ingrid van Houten-Groeneveld y el astrónomo Tom Gehrels desde el Observatorio del Monte Palomar, Estados Unidos.

## Designación y nombre
Designado provisionalmente como 2687 P-L.

## Características orbitales
2687 P-L está situado a una distancia media del Sol de 2,642 ua, pudiendo alejarse hasta 3,477 ua y acercarse hasta 1,807 ua. Su excentricidad es 0,316 y la inclinación orbital 6,262 grados. Emplea 1568,89 días en completar una órbita alrededor del Sol.

## Características físicas
La magnitud absoluta de 2687 P-L es 17,2.